# Murat Paluli
Murat Paluli (Erzurum, 9 agosto 1994) è un calciatore turco, difensore del Sivasspor.

## Carriera
Ha giocato nella prima divisione turca.

## Palmarès

### Club

#### Competizioni nazionali
- TFF 3. Lig: 1

BB Erzurumspor: 2015-2016